# العلاقات التنزانية الليبيرية
العلاقات التنزانية الليبيرية هي العلاقات الثنائية التي تجمع بين تنزانيا وليبيريا.

## مقارنة بين البلدين
هذه مقارنة عامة ومرجعية للدولتين:
| وجه المقارنة                                              | تنزانيا                        | ليبيريا      |
| --------------------------------------------------------- | ------------------------------ | ------------ |
| المساحة (كم2)                                             | 947.30 ألف                     | 111.37 ألف   |
| عدد السكان (نسمة)                                         | 57.31 مليون                    | 4.73 مليون   |
| الكثافة السكانية (ن./كم²)                                 | 60.5                           | 42.47        |
| العاصمة                                                   | دودوما                         | مونروفيا     |
| اللغة الرسمية                                             | اللغة السواحلية، لغة إنجليزية  | لغة إنجليزية |
| العملة                                                    | شيلينغ تانزاني                 | دولار ليبيري |
| الناتج المحلي الإجمالي (بليون دولار)                      | 52.09 مليار                    | 2.16 مليار   |
| الناتج المحلي الإجمالي (تعادل القوة الشرائية) بليون دولار | 138.73 مليار                   | 3.76 مليار   |
| الناتج المحلي الإجمالي الاسمي للفرد دولار أمريكي          | 878                            | 455          |
| الناتج المحلي الإجمالي للفرد دولار أمريكي                 | 2.54 ألف                       | 842          |
| مؤشر التنمية البشرية                                      | 0.521                          | 0.430        |
| رمز المكالمات الدولي                                      | +255                           | +231         |
| رمز الإنترنت                                              | .tz                            | .lr          |
| المنطقة الزمنية                                           | ت ع م+03:00، توقيت شرق أفريقيا | 00           |

## منظمات دولية مشتركة
يشترك البلدان في عضوية مجموعة من المنظمات الدولية، منها:
| علم المنظمة | اسم المنظمة                                 | تاريخ انضمام تنزانيا | تاريخ انضمام ليبيريا |
| ----------- | ------------------------------------------- | -------------------- | -------------------- |
|             | مؤسسة التنمية الدولية                       | 6 نوفمبر 1962        | 28 مارس 1962         |
|             | البنك الإفريقي للتنمية                      | ?                    | ?                    |
|             | مؤسسة التمويل الدولية                       | 10 سبتمبر 1962       | 28 مارس 1962         |
|             | منظمة حظر الأسلحة الكيميائية                | ?                    | ?                    |
|             | الأمم المتحدة                               | 14 ديسمبر 1961       | 2 نوفمبر 1945        |
|             | الاتحاد الدولي للاتصالات                    | 31 أكتوبر 1962       | 10 أكتوبر 1927       |
|             | منظمة الشرطة الجنائية الدولية               | ?                    | ?                    |
|             | البنك الدولي للإنشاء والتعمير               | 10 سبتمبر 1962       | 28 مارس 1962         |
|             | الاتحاد البريدي العالمي                     | ?                    | ?                    |
|             | المركز الدولي لتسوية المنازعات الاستشارية   | 17 يونيو 1992        | 16 يوليو 1970        |
|             | وكالة ضمان الاستثمار متعدد الأطراف          | 19 يونيو 1992        | 12 أبريل 2007        |
|             | مجموعة دول أفريقيا والكاريبي والمحيط الهادئ | ?                    | ?                    |
|             | الاتحاد الأفريقي                            | 16 يناير 1964        | ?                    |
|             | يونسكو                                      | 6 مارس 1962          | 6 مارس 1947          |

## وصلات خارجية
- موقع وزارة الخارجية التنزانية
- موقع وزارة الخارجية الليبيرية